# 埃齐奥·里扎尔多
埃齐奥·里扎尔多（1943 年 12 月 26 日出生于意大利佩德罗巴）是澳大利亚研究机构 CSIRO的高分子化学家。

## 简历
里扎尔多出生于意大利，1957年随家人移民澳大利亚。从新南威尔士大学毕业后，他在悉尼大学研究有机硝基化合物的光化学，1969年获有机化学博士学位。自 1976年起供职于CSIRO，从事高分子化学研究。

## 研究
他的研究兴趣包括自由基聚合的动力学和机理及其商业应用。里扎尔多十分擅长以化学方法控制自由基聚合产生的聚合物结构。他参与创造了两种聚合物合成技术，氮氧介导的自由基聚合 (NMP) 和可逆加成断裂链转移聚合 (RAFT)。 他还是40多项专利的共同发明者。

## 荣誉
里扎尔多因其成就获得了CSIRO和澳大利亚皇家化学研究所的多个奖项，以及百年奖章（2003 年）和总理科学奖（2011 年）。
2014 年，汤森路透引文研究将里扎尔多列为三名可能角逐诺贝尔化学奖的CSIRO科学家之一，理由是他们在RAFT方面的工作。里扎尔多打趣说，在宣布诺贝尔奖的那天晚上，他不会屏住呼吸。这三个人在当年早些时候获得了ATSE Clunies-Ross奖。
他是澳大利亚科学院（2002 年当选）和皇家学会（2010年当选）院士。2018年，获得澳大利亚同伴勋章。